# پیتن، اتریش
پیتن (به آلمانی: Pitten) یک منطقهٔ مسکونی در اتریش است که در ناحیه نوین‌کیرشن واقع شده‌است. پیتن ۲٬۴۷۳ نفر جمعیت دارد.